# Marcel Barrois
Pour les articles homonymes, voir Barrois (homonymie).
Marcel Henri Barrois, né le 16 mai 1926 à Sains-en-Gohelle (Pas-de-Calais) et mort le 10 juillet 2012 à Liévin (Pas-de-Calais) à l'âge de 86 ans, est un syndicaliste français.
Mineur de profession, président du syndicat régional CGT des mineurs, de la fédération du Parti communiste français dans le Pas-de-Calais, il est également conseiller municipal de Lens et conseiller régional du Nord-Pas-de-Calais.

## Biographie

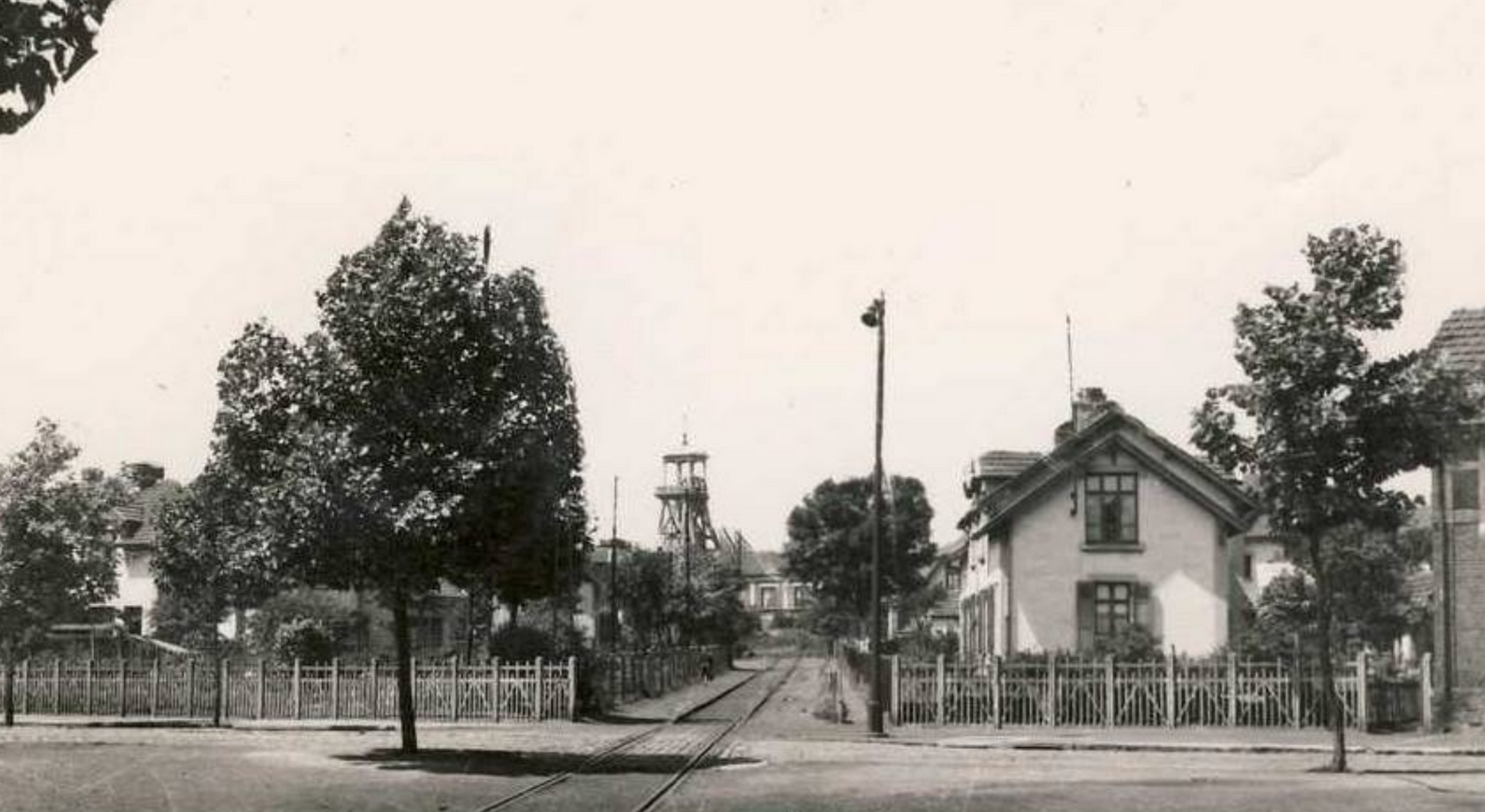
Fosse no 2 de Lens.

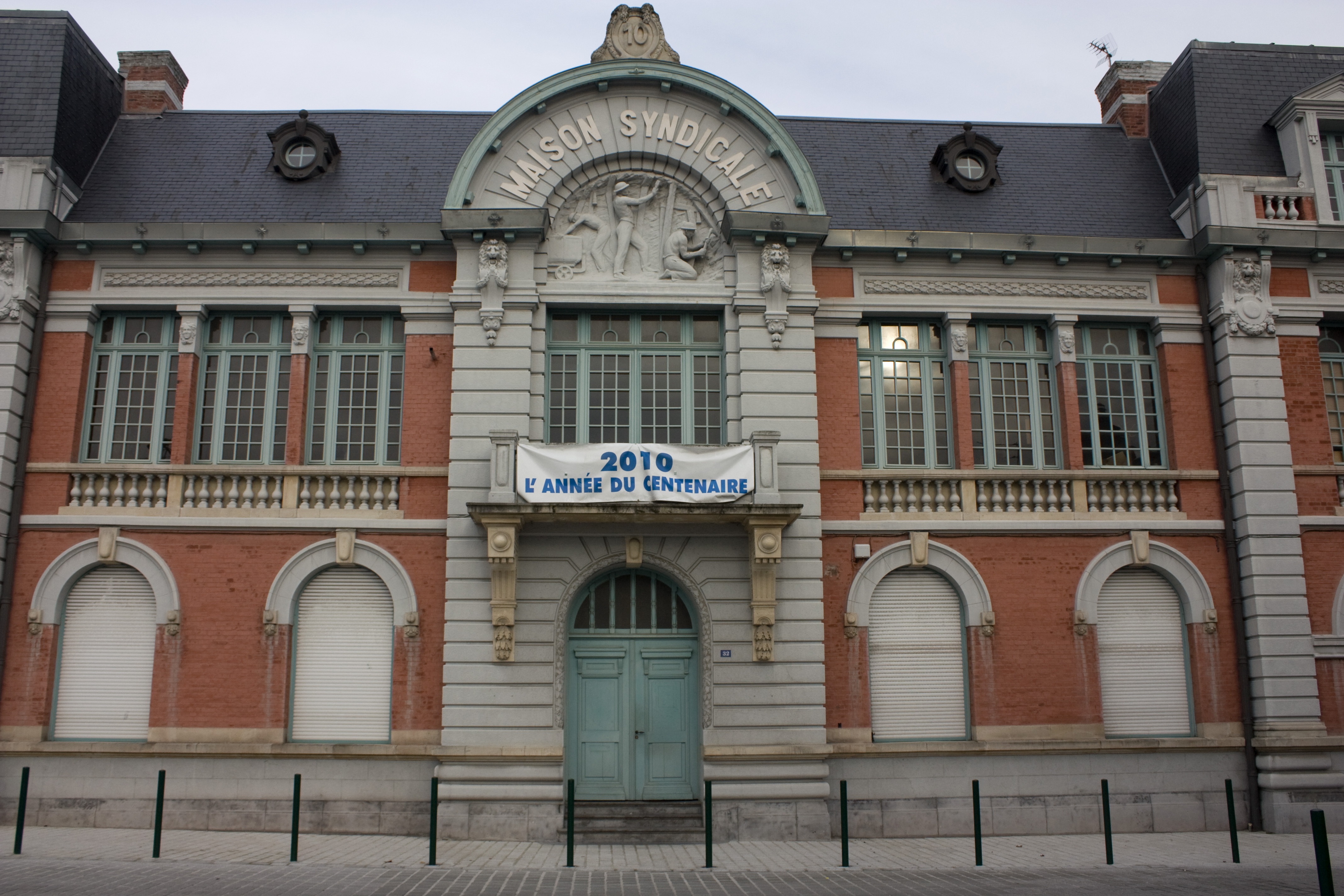
Maison syndicale de Lens, siège du syndicat régional CGT des mineurs.

Né dans une famille de mineurs installée à Barlin, Marcel Barrois devient lui aussi mineur dès l'âge de 14 ans. Il adhère en 1939 aux Jeunesses communistes — son père milite au parti communiste —, participe à la grève des mineurs du Nord-Pas-de-Calais en 1941 et s'engage activement dans la Résistance dans la région de Barlin au sein des Forces françaises de l'intérieur. En 1945, il entre à la direction du syndicat des mineurs de Noeux-les-Mines. Il est muté en 1948 à la fosse no 2 à Lens et adhère au parti communiste français (PCF). La même année, il se marie ; il aura trois fils.
À partir de 1954 il siège dans différentes instances dirigeantes du parti communiste jusqu'en 1994, date à laquelle il quitte le PCF, en désaccord avec la fédération du Pas-de-Calais qui s'oppose à la modification des statuts du parti. Il est secrétaire puis président de l'Union régionale des syndicats des mineurs et similaires CGT du Nord-Pas-de-Calais. En 1960, il devient rédacteur et plus tard rédacteur en chef de La Tribune des mineurs (puis Tribune régionale de la mine), journal du syndicat régional CGT des mineurs.
Il siège au conseil municipal de Lens de 1983 à 1995 ainsi qu'au conseil régional du Nord-Pas-de-Calais de 1986 à 1998. Il est aussi, plusieurs années durant, membre du conseil d'administration des Houillères du bassin du Nord et du Pas-de-Calais.
Il meurt le 10 juillet 2012 à Liévin, à l'âge de 86 ans.

## Distinctions et hommages
Une rue de Barlin est inaugurée à son nom le 3 décembre 2017, à l'occasion de la Sainte-Barbe, patronne des mineurs.